# バレ消し
バレ消し（バレけし）は日本の映像業界（CM・映画・テレビドラマなど）における一種の俗語で、撮影時に画面内に映ってしまった不適当なものをデジタル合成によって消す作業である。この場合の「消す」とは、映ってしまった不適当なものの部分に、奥にあるであろう背景を「描く」という事が多い。
英語ではデジタルリムーバル（Digital Removal）と呼ばれる。
「ばれているものを消す」という意味で「バレ消し」と呼んでいる。バレ消しには以下のものが含まれる。
- 女優のホクロや吹き出物などを消すこと。
- ワイヤーアクションにおけるワイヤー消し。
- 誤って画面内に映ってしまった、収音用のマイクブームなどの撮影機材を消すこと。
- 時代劇などで、遠景に写ってしまった建築物や飛行機などを消すこと。
- 特定の会社名や電話番号などが書いてある看板などを消す。